# Krentenbol

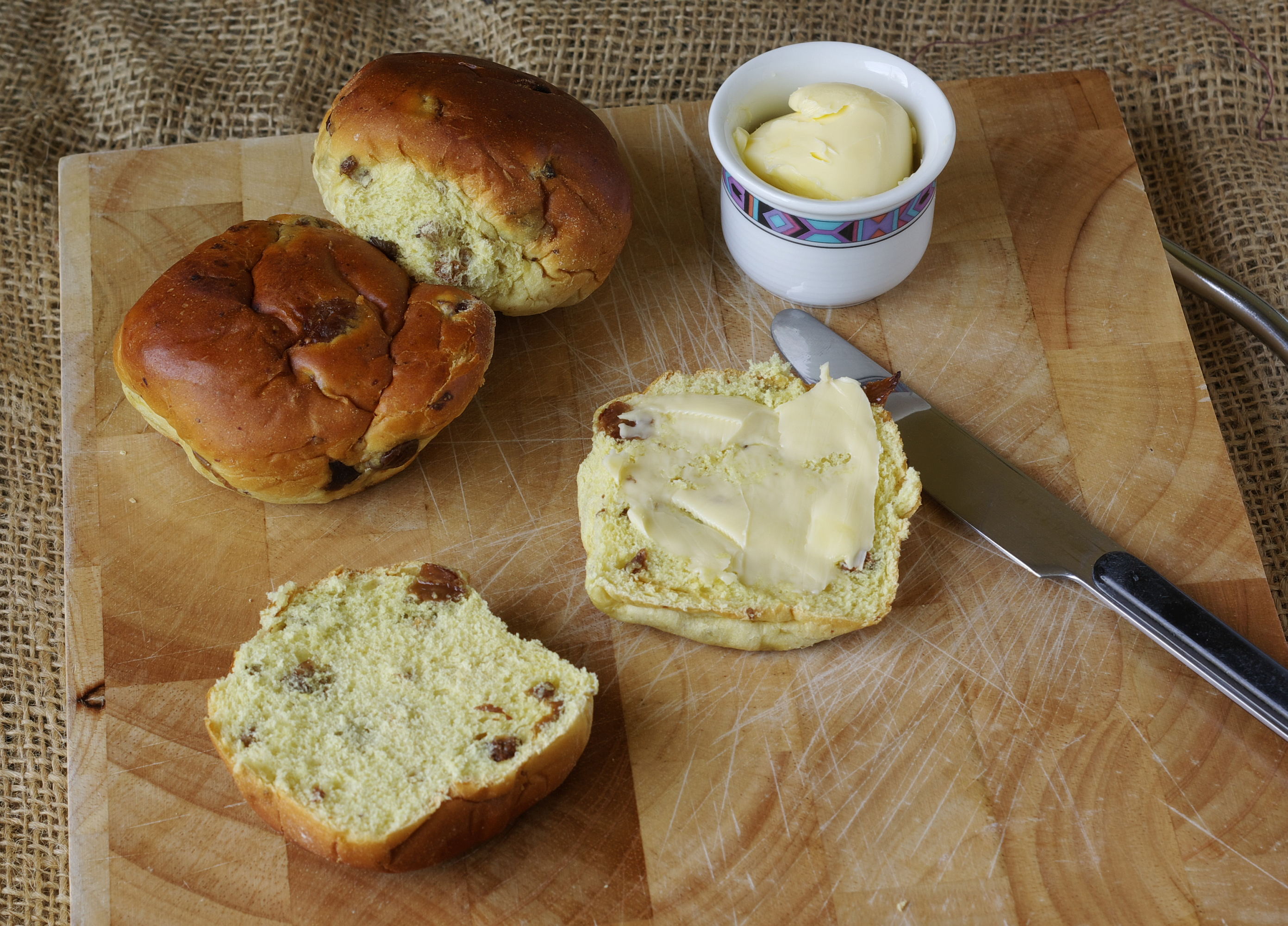
Minikrentenbollen

Een krentenbol is een rond broodje met krenten, soms ook met rozijnen. Het deeg is ten opzichte van gewoon brooddeeg behalve met krenten en eventueel rozijnen verrijkt met ei en boter, soms ook citroenschil, sukade en suiker.

## Beleg
Krentenbollen worden soms besmeerd met boter of margarine en al dan niet belegd met kaas, suiker of een andere zoetigheid.